# نیدرلاند، اوفرایسل
نیدرلاند (به هلندی: Nederland) یک منطقهٔ مسکونی در هلند است که در استین‌ویکرلاند واقع شده‌است.